# 藤沢市立天神小学校
藤沢市立天神小学校（ふじさわしりつ てんじんしょうがっこう）は、神奈川県藤沢市天神町にある公立小学校である。

## 沿革
おもな出典
- 1981年（昭和56年）4月1日 - 創立、児童数471名
- 1981年（昭和56年）6月25日 - 6月25日を開校記念日とする。
- 1981年（昭和56年）7月17日 - プール工事
- 1985年（昭和60年）6月22日 - 校歌発表会（作詞:菊池正次、作曲:山下毅雄）
- 1986年（昭和61年）10月3日 - 特別指導学級（水遊び場、砂場）工事
- 1987年（昭和62年）4月4日 - 特別指導学級（天神学級）開設
- 1989年（平成元年）3月15日 - 観察池完成
- 2005年（平成17年）3月31日 - 北校舎増設
- 2010年（平成22年）2月 - 中国昆明児童交流
- 2011年（平成23年）3月 - 太陽光発電設置工事[3]

## 教育目標
「一人ひとりの心とからだを大切にし、たくましく育てる」〜かかわる力をつける〜
- 考える子
- 思いやりのある子
- 元気な子[4]

## 学区
- 石川20〜4090の一部
- 亀井野855〜1068（六小部分除く）・1850〜1866の一部
- 天神町
- 円行1丁目の一部・974〜1107の一部
- 石川1〜2丁目の一部
- 善行4丁目の一部[5]

## 進学先
公立中学校の場合。
- 藤沢市立六会中学校

## 著名な出身者
- 小宮優大（プロバスケットボール選手）

## アクセス
- 小田急・六会日大前駅より徒歩20分[1]